# Suraj Sharma
Suraj Sharma, en malayalam സൂരജ് ശര്‍മ (Nueva Delhi, 21 de marzo de 1993), es un actor y cantante indio que se dio a conocer en 2012 por su protagonismo en la película estadounidense Life of Pi, dirigida por Ang Lee. Este filme se basó en la novela La vida de Pi de Yann Martel.
Suraj nació en el seno de una familia keralite (malayali). Estudió en la escuela Sardar Patel Vidyalaya de Nueva Delhi. Su padre es ingeniero y su madre economista, ambos oriundos de Kerala (de Thalassery y Palakkad, respectivamente). Antes de la película, no tenía ninguna relación con el mundo cinematográfico ni tampoco había estudiado ninguna carrera artística. Sin embargo, Ang Lee lo escogió para el papel de actor principal entre otros 3000 candidatos por su apariencia inocente, su mirada profunda y su complexión física tan semejante a la de Pi.
Suraj ha declarado que se presentó al casting porque su hermano menor lo animó a ello. Suraj ha recibido el Premio Joven de la sociedad de críticos de Las Vegas. Además, ha sido nominado a un BAFTA, un NAACP Image Awards y un Critic's Choice Awards. Tras la película, Suraj ha retomado sus estudios en la carrera de filosofía de la Universidad de Delhi y pretende seguir con su futuro cinematográfico.

## Series de televisión
- Homeland (2014) como Aayan Ibrahim
- God friended me (2019) como Rakesh Sehgal
- How I Met Your Father (2022) como Sid

## Cine
- La vida de Pi (2012) como Pi Patel
- El chico del millón de dólares (2014) como Rinku Singh
- Umrika (2015) como Ramakant
- Feliz día de tu muerte 2 (2019) como Samar Ghosh
- Temporada de bodas (2022) como Ravi